# Rodinia
Rodinia (baserat på det ryska ordet för "hemland") var en superkontinent, som både formades och bröts upp under neoproterozoikum. Rodinia tros ha bildats för omkring 1 miljard år sedan och skulle ha omfattat det mesta av Jordens existerande jordskorpa. Det antas att superkontinenten bröts upp till åtta kontinenter för omkring 750 miljoner år sedan.
Fastän det tvistas om detaljerna bland paleogeograferna så tycks de kontinentala kratonerna som bildades ha samlats kring Laurentia (proto-Nordamerika) vid Rodinias kärna. Det verkar som om Laurentias östkust låg nära det nuvarande Sydamerikas västkust. Australien, fäst vid Antarktis, tycks ha legat mot den proto-Nordamerikanska västkusten.
De kontinentala rörelserna före bildandet av Rodinia är osäkra men de rörelser som uppstod efter Rodinias splittring är dock ganska väl undersökta och förstådda. De åtta kontinenter som bildade Rodinia återförenades senare till en ny superkontinent som kallas Pannotia och efter det ytterligare en gång, till Pangaea.

### Fotnoter
1. ↑  ”Research paper suggests East Antarctica and North America once linked”. The Antarctic Sun (United States Antarctic Program). 26 augusti 2011. http://antarcticsun.usap.gov/science/contenthandler.cfm?id=2497. Läst 31 augusti 2014.